# 深圳高等金融研究院
深圳高等金融研究院，又稱香港中文大学（深圳）高等金融研究院（簡稱深高金，英文簡稱SFI），位于中华人民共和国广东省深圳市福田区，是深圳市政府委托香港中文大學（深圳）于2017年建立的一所国际金融研究机构，致力于在经济、金融与管理领域提供研究生教育并开展高水平学术研究。此外，深高金还承担学术交流及金融智库等功能。

## 课程项目
- 金融学理学硕士
- 经济学理学硕士
- 会计理学硕士
- 数据科学理学硕士
- 市场学理学硕士
- 信息管理与商业分析理学硕士
- 管理学理学硕士（MBM）
- 金融EMBA[6]

## 研究部门
- 宏观金融稳定与创新研究中心
- 制度与资本市场研究中心
- 金融科技与社会金融研究中心
- 经济数据研究中心
- 湾区发展与中国经济研究中心
- 公司治理和股权激励研究中心
- 香港深圳联合金融研究中心
- 资本市场和资产管理研究中心
- 政策与实践研究所[7]

## 管理架构
深圳高等金融研究院实行理事会领导下的院长负责制，理事会成员由知名学者和业界精英等组成，每届任期3年。

### 理事会
| 姓名   | 备注                                                   |
| 理事长 | 理事长                                                 |
| ------ | ------------------------------------------------------ |
| 劉遵義 | 香港中文大學前校长、蓝饶富暨蓝凯丽经济学讲席教授       |
| 成员   |                                                        |
| 徐扬生 | 香港中文大學（深圳）校长                               |
| 方汉明 | 宾夕法尼亚大学经济学讲席教授                           |
| 廖柏偉 | 香港中文大学前副校长、经济学荣休教授                   |
| 罗智泉 | 香港中文大学（深圳）副校长（学术）                     |
| 任汇川 | 腾讯集团高级顾问                                       |
| 宋海   | 广东省前副省长                                         |
| 魏尚进 | 哥伦比亚大学讲席教授                                   |
| 肖钢   | 中国证监会前主席                                       |
| 熊伟   | 深高金学术院长、普林斯顿大学金融学讲席教授及经济学教授 |

### 历任院长
- 熊伟 （2017年-至今）

## 关联机构
- 香港中文大学（深圳）经管学院